# Juan Ramón Alsina
Juan Ramón Alsina, vollständiger Name Juan Ramón Alsina Kligger, (* 15. November 1989 in Montevideo) ist ein uruguayischer Fußballspieler.

## Karriere
Der 1,88 Meter große Defensivakteur Alsina steht mindestens seit der Saison 2013/14 im Kader des uruguayischen Erstligisten Sud América. In jener Spielzeit kam er dort zehnmal in der Primera División zum Einsatz. Ein Tor erzielte er nicht. In der Saison 2014/15 absolvierte er zwölf Erstligaspiele (kein Tor). In der Apertura 2015 folgten neun weitere Erstligaeinsätze (kein Tor). Zum Jahresanfang 2016 wurde er an Club Villa Dálmine ausgeliehen. Für die Argentinier absolvierte er 56 Ligaspiele in der Primera B Nacional und eins in der Copa Argentina. Ein Pflichtspieltor schoss er nicht. Anfang August 2017 kehrte er zu Sud América zurück.